# 2016 w filmie
Wydarzenia filmowe w 2016 roku.

2016 w filmie to 128. rok w historii kinematografii światowej.

## Kalendarium
- styczeń
  - 10 stycznia – 73. ceremonia wręczenia Złotych Globów
  - 21-31 stycznia – Festiwal filmowy w Sundance
- luty
  - 11-21 lutego – 66. Międzynarodowy Festiwal Filmowy w Berlinie
  - 14 lutego – 69. ceremonia wręczenia Nagród Brytyjskiej Akademii Filmowej (BAFTA)
  - 21 lutego – ceremonia wręczenia Nagród Satelita, Międzynarodowa Akademia Prasy, Los Angeles, California (USA)
  - 26 lutego – 41. ceremonia wręczenia Cezarów, francuska Akademia Sztuki i Techniki Filmowej, Théâtre du Châtelet w Paryżu
  - 27 lutego – 31. ceremonia wręczenia Independent Spirit Awards
  - 27 lutego – 36. rozdanie nagród Złotych Malin
  - 28 lutego – 88. ceremonia wręczenia Oscarów
- listopad
  - 12–19 listopada, Bydgoszcz, 24. Międzynarodowy Festiwal Sztuki Autorów Zdjęć Filmowych Camerimage
    - Złota Żaba: Greig Fraser za zdjęcia do filmu Lion. Droga do domu (reż. Garth Davis)
    - Srebrna Żaba: Bradford Young za zdjęcia do filmu Nowy początek (Arrival, reż. Denis Villeneuve)
    - Brązowa Żaba: Anthony Dod Mantle za zdjęcia do filmu Snowden (reż. Oliver Stone)

## Premiery

### Filmy polskie
| Data                      | Tytuł filmu                                   | Kraj                      | Reżyseria                          | Obsada |
| ------------------------- | --------------------------------------------- | ------------------------- | ---------------------------------- | --- |
| 1 stycznia 2016(dts)      | Słaba płeć?                                   | Polska                    | Krzysztof Lang                     | Olga Bołądź, Piotr Adamczyk, Piotr Głowacki, Katarzyna Figura                                                                  |
| 8 stycznia 2016(dts)      | Moje córki krowy                              | Polska                    | Kinga Dębska                       | Agata Kulesza, Gabriela Muskała, Marian Dziędziel, Małgorzata Niemirska, Marcin Dorociński                                     |
| 15 stycznia 2016(dts)     | Excentrycy, czyli po słonecznej stronie ulicy | Polska                    | Janusz Majewski                    | Maciej Stuhr, Sonia Bohosiewicz, Natalia Rybicka, Anna Dymna                                                                   |
| 22 stycznia 2016(dts)     | Pitbull. Nowe porządki                        | Polska                    | Patryk Vega                        | Andrzej Grabowski, Piotr Stramowski, Paweł Królikowski, Bogusław Linda                                                         |
| 29 stycznia 2016(dts)     | Mów mi Marianna                               | Polska                    | Karolina Bielawska                 | Marianna Klapczyńska, Jowita Budnik, Mariusz Bonaszewski                                                                       |
| 5 lutego 2016(dts)        | Planeta singli                                | Polska                    | Mitja Okorn                        | Maciej Stuhr, Agnieszka Więdłocha, Weronika Książkiewicz, Ewa Błaszczyk                                                        |
| 5 lutego 2016(dts)        | Śpiewający obrusik                            | Polska                    | Mariusz Grzegorzek                 | Adrian Budakow, Mikołaj Chroboczek, Marta Herman, Sebastian Jasnoch                                                            |
| 11 lutego 2016            | Ja, Olga Hepnarová                            | Polska                    | Tomáš Weinreb Petr Kazda           | Michalina Olszańska, Martin Pechlát, Klára Melíšková, Martin Finger                                                            |
| 19 lutego 2016(dts)       | Na granicy                                    | Polska                    | Wojciech Kasperski                 | Marcin Dorociński, Andrzej Chyra, Andrzej Grabowski, Janusz Chabior                                                            |
| 19 lutego 2016(dts)       | Sprawiedliwy                                  | Polska                    | Michał Szczerbic                   | Jacek Braciak, Aleksandra Hamkało, Urszula Grabowska, Jan Wieczorkowski                                                        |
| 26 lutego 2016(dts)       | 7 rzeczy, których nie wiecie o facetach       | Polska                    | Kinga Lewińska                     | Paweł Domagała, Piotr Głowacki, Maciej Zakościelny, Zbigniew Zamachowski                                                       |
| 4 marca 2016(dts)         | Historia Roja                                 | Polska                    | Jerzy Zalewski                     | Marcin Kwaśny, Krzysztof Zalewski, Wojciech Żołądkowicz                                                                        |
| 11 marca 2016(dts)        | Niewinne                                      | Polska · Belgia · Francja | Anne Fontaine                      | Agata Buzek, Lou de Laâge, Joanna Kulig, Agata Kulesza                                                                         |
| 11 marca 2016(dts)        | Zdjęcie                                       | Polska · Węgry · Niemcy   | Maciej Adamek                      | Maciej Łagodziński, Karolina Gorczyca, Antoni Pawlicki, Stanisława Celińska, Andrzej Chyra                                     |
| 11 marca 2016(dts)        | Nieobecność                                   | Polska                    | Magdalena Łazarkiewicz             | Film dokumentalny |
| 1 kwietnia 2016(dts)      | Opowieść o miłości i mroku                    | Polska · Izrael           | Natalie Portman                    | Natalie Portman, Shira Haas |
| 1 kwietnia 2016(dts)      | Walser                                        | Polska                    | Zbigniew Libera                    | Krzysztof Stroiński, Gustaw Klyszcza, Gaja Borowska, Joanna Wiktorczyk,                                                        |
| 8 kwietnia 2016(dts)      | Bracia                                        | Polska                    | Wojciech Staroń                    | Film dokumentalny |
| 8 kwietnia 2016(dts)      | Gejsza                                        | Polska                    | Radosław Markiewicz                | Marta Żmuda Trzebiatowska, Marian Dziędziel, Konrad Eleryk, Mirosław Zbrojewicz, Agnieszka Więdłocha                           |
| 22 kwietnia 2016(dts)     | Letnie przesilenie                            | Polska · Niemcy           | Michał Rogalski                    | Bartłomiej Topa, Filip Piotrowicz, Maria Semotiuk, Krzysztof Czeczot                                                           |
| 6 maja 2016(dts)          | Kobiety bez wstydu                            | Polska                    | Witold Orzechowski                 | Michał Lesień, Anna Dereszowska                                                                                                |
| 6 maja 2016(dts)          | #WszystkoGra                                  | Polska                    | Agnieszka Glińska                  | Kinga Preis, Stanisława Celińska, Eliza Rycembel, Antoni Pawlicki, Krzysztof Stroiński                                         |
| 13 maja 2016(dts)         | Kamper                                        | Polska                    | Łukasz Grzegorzek                  | Piotr Żurawski, Jacek Braciak, Marta Nieradkiewicz, Jagoda Dolińska, Anna Adolińska,                                           |
| 1 czerwca 2016(dts)       | Złote krople                                  | Polska                    | Marcin Męczkowski, Daniel Zduńczuk | głosy: Beniamin Lewandowski, Cezary Pazura, Aleksandra Kowalicka, Andrzej Grabowski, Robert Gonera, Tomasz Kot, Jerzy Kryszak  |
| 3 czerwca 2016(dts)       | Bóg w Krakowie                                | Polska                    | Dariusz Regucki                    | Piotr Cyrwus, Jerzy Trela, Kamilla Baar, Maciej Słota                                                                          |
| 3 czerwca 2016(dts)       | Ojciec                                        | Polska                    | Artur Urbański                     | Zygmunt Malanowicz, Karolina Porcari, Andrzej Konopka                                                                          |
| 3 czerwca 2016(dts)       | Kochaj!                                       | Polska                    | Marta Plucińska                    | Małgorzata Kożuchowska, Olga Bołądź, Roma Gąsiorowska, Michał Żurawski, Michał Czernecki, Marcin Kwaśny                        |
| 5 sierpnia 2016(dts)      | Hel                                           | Polska                    | Paweł Tarasiewicz                  | Marcin Kowalczyk, Katarzyna Paskuda, Philip Lenkowsky                                                                          |
| 9 września 2016(dts)      | Smoleńsk                                      | Polska                    | Antoni Krauze                      | Lech Łotocki, Beata Fido, Ewa Dałkowska, Jerzy Zelnik                                                                          |
| 16 września 2016(dts)     | Sługi boże                                    | Polska                    | Mariusz Gawryś                     | Bartłomiej Topa, Małgorzata Foremniak, Julia Kijowska, Henryk Talar                                                            |
| 7 października 2016(dts)  | Ostatnia rodzina                              | Polska                    | Jan Matuszyński                    | Andrzej Seweryn, Dawid Ogrodnik, Andrzej Chyra, Magdalena Boczarska                                                            |
| 7 października 2016(dts)  | Wołyń                                         | Polska                    | Wojciech Smarzowski                | Arkadiusz Jakubik, Wasyl Wasilik, Tomasz Sapryk, Michalina Łabacz, Lech Dyblik, Izabela Kuna                                   |
| 14 października 2016(dts) | Jestem mordercą                               | Polska                    | Maciej Pieprzyca                   | Arkadiusz Jakubik, Piotr Adamczyk, Michał Żurawski, Mirosław Haniszewski                                                       |
| 21 października 2016(dts) | Zaćma                                         | Polska                    | Ryszard Bugajski                   | Małgorzata Zajączkowska, Janusz Gajos, Maria Mamona, Kazimierz Kaczor                                                          |
| 11 listopada 2016(dts)    | Pitbull. Niebezpieczne kobiety                | Polska                    | Patryk Vega                        | Piotr Stramowski, Joanna Kulig, Artur Żmijewski, Maja Ostaszewska, Tomasz Oświeciński, Sebastian Fabijański, Andrzej Grabowski |
| 18 listopada 2016(dts)    | Plac zabaw                                    | Polska                    | Bartosz M. Kowalski                | Michalina Świstuń, Nicolas Przygoda, Przemysław Baliński, Patryk Świderski                                                     |
| 25 listopada 2016(dts)    | Komunia                                       | Polska                    | Anna Zamecka                       | Film dokumentalny |
| 2 grudnia 2016(dts)       | Jarocin. Po co wolność                        | Polska                    | Leszek Gnoiński                    | Film dokumentalny |
| 9 grudnia 2016(dts)       | Ikona                                         | Polska                    | Wojciech Kasperski                 | Film dokumentalny |
| 9 grudnia 2016(dts)       | Kolekcja sukienek                             | Polska                    | Marzena Więcek                     | Ewa Szykulska, Marzena Więcek, Katarzyna Bujakiewicz, Marzena Trybała, Marzena Wieczorek                                       |
| 9 grudnia 2016(dts)       | Fale                                          | Polska                    | Grzegorz Zariczny                  | Katarzyna Kopeć, Anna Kęsek |
| 23 grudnia 2016(dts)      | Szczęście świata                              | Polska                    | Michał Rosa                        | Karolina Gruszka, Krzysztof Stroiński, Dariusz Chojnacki                                                                       |

### Pozostałe filmy

#### Styczeń[1]
| Premiera             | Premiera    | Tytuł filmu                       | Kraj              | Reżyseria                      | Obsada                                                                                    |
| Pierwsza             | W Polsce    | Tytuł filmu                       | Kraj              | Reżyseria                      | Obsada                                                                                    |
| -------------------- | ----------- | --------------------------------- | ----------------- | ------------------------------ | ----------------------------------------------------------------------------------------- |
| 12 listopada 2015    | 1 stycznia  | Big Short                         | Stany Zjednoczone | Adam McKay                     | Christian Bale, Steve Carell, Ryan Gosling, Brad Pitt, Melissa Leo                        |
| 17 maja 2015         | 1 stycznia  | Zupełnie Nowy Testament           | /                 | Jaco Van Dormael               | Catherine Deneuve, Pili Groyne, Benoît Poelvoorde, François Damiens                       |
| 12 listopada 2015    | 1 stycznia  | Sekret w ich oczach               | Stany Zjednoczone | Billy Ray                      | Chiwetel Ejiofor, Nicole Kidman, Julia Roberts, Alfred Molina                             |
| 5 listopada 2015     | 1 stycznia  | Fistaszki – wersja kinowa         | Stany Zjednoczone | Steve Martino                  | Dubbing: Noah Schnapp, Bill Melendez, Hadley Belle Miller, Mariel Sheets                  |
| 24 grudnia 2015      | 1 stycznia  | Joy                               | Stany Zjednoczone | David O. Russell               | Jennifer Lawrence, Robert De Niro, Bradley Cooper, Dascha Polanco                         |
| 25 listopada 2015    | 8 stycznia  | Creed: Narodziny legendy          | Stany Zjednoczone | Ryan Coogler                   | Michael B. Jordan, Sylvester Stallone, Tessa Thompson, Phylicia Rashad, Andre Ward        |
| 1 grudnia 2015       | 8 stycznia  | Point Break – na fali             | Stany Zjednoczone | Ericson Core                   | Édgar Ramírez, Luke Bracey, Teresa Palmer, Ray Winstone                                   |
| 7 stycznia 2016      | 8 stycznia  | Las samobójców                    | Stany Zjednoczone | Jason Zada                     | Natalie Dormer, Taylor Kinney, Yukiyoshi Ozawa, Eoin Macken                               |
| 3 maja 2014          | 8 stycznia  | Swobodne opadanie                 | /                 | György Pálfi                   | Piroska Molnár, Miklós Benedek, Attila Menszátor-Héresz, Tamás Jordán                     |
| 17 października 2014 | 8 stycznia  | Operacja Arktyka                  | Norwegia          | Grethe Bøe-Waal                | Kaisa Gurine Antonsen, Ida Leonora Valestrand Eike, Leonard Valestrand Eike, Line Verndal |
| 25 grudnia 2015      | 15 stycznia | Nienawistna ósemka                | Stany Zjednoczone | Quentin Tarantino              | Kurt Russell, Jennifer Jason Leigh, Samuel L. Jackson, Michael Madsen, Walton Goggins     |
| 17 maja 2015         | 15 stycznia | Moja miłość                       | Francja           | Maïwenn                        | Vincent Cassel, Emmanuelle Bercot, Louis Garrel, Isild Le Besco                           |
| 5 października 2014  | 15 stycznia | Aurora                            | Chile             | Rodrigo Sepúlveda              | Amparo Noguera, Luis Gnecco, Jaime Vadell, Francisco Pérez-Bannen                         |
| 23 sierpnia 2013     | 15 stycznia | Hokus-pokus, Albercie Albertsonie | Norwegia          | Torill Kove                    | Dubbing: Henrik Forsbak Langfeldt, Kim Haugen, Hallvard Lydvo, Inger Teien                |
| 5 września 2015      | 22 stycznia | Dziewczyna z portretu             | /                 | Tom Hooper                     | Eddie Redmayne, Alicia Vikander, Ben Whishaw, Sebastian Koch                              |
| 15 maja 2015         | 22 stycznia | Syn Szawła                        | Węgry             | László Nemes                   | Géza Röhrig, Levente Molnár, Urs Rechn, Todd Charmont                                     |
| 22 stycznia 2016     | 22 stycznia | Co ty wiesz o swoim dziadku?      | Stany Zjednoczone | Dan Mazer                      | Zac Efron, Robert De Niro, Aubrey Plaza, Julianne Hough                                   |
| 6 września 2014      | 22 stycznia | Labirynt kłamstw                  | Niemcy            | Giulio Ricciarelli             | Alexander Fehling, André Szymanski, Friederike Becht, Johannes Krisch                     |
| 18 grudnia 2015      | 22 stycznia | Alvin i wiewiórki: Wielka wyprawa | Stany Zjednoczone | Walt Becker                    | Jason Lee, Tony Hale, Justin Long, Kimberly Williams-Paisley                              |
| 4 września 2015      | 22 stycznia | Anomalisa                         | Stany Zjednoczone | Charlie Kaufman i Duke Johnson | Dubbing: David Thewlis, Jennifer Jason Leigh, Tom Noonan                                  |
| 18 maja 2015         | 22 stycznia | Miara człowieka                   | Francja           | Stéphane Brizé                 | Vincent Lindon, Karine Petit de Mirbeck, Matthieu Schaller, Yves Ory                      |
| 6 września 2015      | 22 stycznia | Janis                             | Stany Zjednoczone | Amy Berg                       | Narracja: Cat Power, Chan Marshall                                                        |
| 25 grudnia 2015      | 29 stycznia | Zjawa                             | Stany Zjednoczone | Alejandro González Iñárritu    | Leonardo DiCaprio, Tom Hardy, Domhnall Gleeson, Will Poulter                              |
| 21 stycznia 2016     | 29 stycznia | Czas próby                        | Stany Zjednoczone | Craig Gillespie                | Chris Pine, Casey Affleck, Ben Foster, Holliday Grainger                                  |
| 19 października 2014 | 29 stycznia | Lucyfer                           | /                 | Gust Van den Berghe            | Gabino Rodríguez, María Acosta, Jerónimo Soto Bravo, Norma Pablo                          |
| 22 stycznia 2016     | 29 stycznia | The Boy                           | Stany Zjednoczone | William Brent Bell             | Lauren Cohan, Rupert Evans, Ben Robson, Diana Hardcastle                                  |
| 4 września 2015      | 29 stycznia | Niesamowita Marguerite            | Francja           | Xavier Giannoli                | Catherine Frot, Christa Théret, André Marcon, Michel Fau, Aubert Fenoy                    |
| 28 sierpnia 2015     | 29 stycznia | Odlotowa przygoda                 | Hiszpania         | Enrique Gato                   | Dubbing: Dani Rovira, Michelle Jenner, Carme Calvell, Javier Balas                        |
| 11 września 2014     | 29 stycznia | Nena                              | /                 | Saskia Diesing                 | Abbey Hoes, Gijs Blom, Uwe Ochsenknecht, Monic Hendrickx                                  |
| 16 listopada 2011    | 29 stycznia | Bernadetta. Cud w Lourdes         | Francja           | Jean Sagols                    | Katia Cuq, Michel Aumont, Alessandra Martines, Francis Huster                             |

#### Luty[2]
| Premiera            | Premiera  | Tytuł filmu                     | Kraj              | Reżyseria                      | Obsada                                                                                   |
| Pierwsza            | W Polsce  | Tytuł filmu                     | Kraj              | Reżyseria                      | Obsada                                                                                   |
| ------------------- | --------- | ------------------------------- | ----------------- | ------------------------------ | ---------------------------------------------------------------------------------------- |
| 3 września 2015     | 5 lutego  | Spotlight                       | Stany Zjednoczone | Tom McCarthy                   | Mark Ruffalo, Michael Keaton, Rachel McAdams, Liev Schreiber                             |
| 3 października 2015 | 5 lutego  | Gęsia skórka                    | Stany Zjednoczone | Rob Letterman                  | Jack Black, Dylan Minnette, Ryan Lee, Odeya Rush, Amy Ryan                               |
| 14 stycznia 2016    | 5 lutego  | Misiek w Nowym Jorku            | /                 | Trevor Wall                    | Dubbing: Rob Schneider, Heather Graham, Ken Jeong, Bill Nighy                            |
| 24 stycznia 2015    | 5 lutego  | Umrika                          | Indie             | Prashant Nair                  | Suraj Sharma, Tony Revolori, Adil Hussain, Prateik                                       |
| 14 września 2015    | 5 lutego  | Ardeny                          | Belgia            | Robin Pront                    | Jeroen Perceval, Kevin Janssens, Veerle Baetens, Sam Louwyck                             |
| 5 lutego 2016       | 12 lutego | Deadpool                        | /                 | Tim Miller                     | Ryan Reynolds, Morena Baccarin, Ed Skrein, Gina Carano                                   |
| 30 sierpnia 2014    | 12 lutego | Widzę, widzę                    | Austria           | Severin Fiala i Veronika Franz | Susanne Wuest, Lukas Schwarz, Elias Schwarz, Hans Escher                                 |
| 10 lutego 2016      | 12 lutego | Jak to robią single             | Stany Zjednoczone | Christian Ditter               | Dakota Johnson, Rebel Wilson, Alison Brie, Leslie Mann                                   |
| 1 października 2015 | 12 lutego | Ojcowie i córki                 | /                 | Gabriele Muccino               | Russell Crowe, Amanda Seyfried, Diane Kruger, Bruce Greenwood                            |
| 15 maja 2015        | 12 lutego | Barany. Islandzka opowieść      | /                 | Grímur Hákonarson              | Sigurður Sigurjónsson, Theódór Júliusson, Charlotte Bøving, Jon Benonysson               |
| 11 lutego 2015      | 12 lutego | Eisenstein w Meksyku            | /                 | Peter Greenaway                | Elmer Bäck, Luis Alberti, Maya Zapata, Lisa Owen                                         |
| 7 marca 2015        | 12 lutego | Skala szarości                  | Chile             | Claudio Marcone                | Francisco Celhay, Emilio Edwards, Daniela Ramírez, Matías Torres                         |
| 1 listopada 1996    | 12 lutego | Romeo i Julia                   | Stany Zjednoczone | Baz Luhrmann                   | Leonardo DiCaprio, Claire Danes, John Leguizamo, Harold Perrineau                        |
| 26 stycznia 2015    | 19 lutego | Brooklyn                        | /                 | John Crowley                   | Saoirse Ronan, Domhnall Gleeson, Emory Cohen, Jim Broadbent                              |
| 5 lutego 2016       | 19 lutego | Ave, Cezar!                     | /                 | Joel Coen                      | Josh Brolin, George Clooney, Ralph Fiennes, Scarlett Johansson                           |
| 10 lutego 2016      | 19 lutego | Zwierzogród                     | Stany Zjednoczone | Byron Howard                   | Dubbing: Idris Elba, Ginnifer Goodwin, Jason Bateman, Alan Tudyk                         |
| 17 maja 2014        | 19 lutego | Oddychaj                        | Francja           | Mélanie Laurent                | Joséphine Japy, Lou de Laâge, Isabelle Carré, Claire Keim                                |
| 9 lutego 2015       | 19 lutego | Fúsi                            | /                 | Dagur Kári                     | Gunnar Jónsson, Ilmur Kristjánsdóttir, Sigurjón Kjartansson, Margrét Helga Jóhannsdóttir |
| 20 września 2013    | 19 lutego | Chłopiec i świat                | Brazylia          | Alê Abreu                      | Dubbing: Vinicius Garcia, Felipe Zilse, Alê Abreu, Lu Horta                              |
| 19 lutego 2016      | 19 lutego | Cierń Boga                      | Hiszpania         | Óscar Parra de Carrizosa       | Sergio Raboso, Antonio Esquinas, Alejandro Navamuel, Víctor Octavio                      |
| 4 września 2015     | 26 lutego | Pokój                           | /                 | Lenny Abrahamson               | Brie Larson, Jacob Tremblay, Joan Allen, Sean Bridgers                                   |
| 15 maja 2015        | 26 lutego | Lobster                         | /                 | Giorgos Lanthimos              | Colin Farrell, Rachel Weisz, John C. Reilly, Ben Whishaw                                 |
| 24 lutego 2016      | 26 lutego | Bogowie Egiptu                  | Stany Zjednoczone | Alex Proyas                    | Brenton Thwaites, Nikolaj Coster-Waldau, Gerard Butler, Geoffrey Rush                    |
| 24 lutego 2016      | 26 lutego | Grimsby                         | /                 | Louis Leterrier                | Sacha Baron Cohen, Mark Strong, Penélope Cruz, Isla Fisher                               |
| 1 stycznia 2014     | 26 lutego | Yona                            | Izrael            | Nir Bergman                    | Naomi Levov, Tom Hagai, Shalom Michaelshwilli, Michal Varshai                            |
| 16 maja 2015        | 26 lutego | Tysiąc i jedna noc. Niespokojny | /                 | Miguel Gomes                   | Cristina Alfaiate, Adriano Luz, Rogério Samora, Maria Rueff                              |
| 20 czerwca 2014     | 26 lutego | Dyke Hard                       | Szwecja           | Bitte Andersson                | Lina Kurttila, Peggy Sands, Oivvio Polite, Kolbeinn Karlsson                             |

#### Marzec[3]
| Premiera             | Premiera | Tytuł filmu                    | Kraj              | Reżyseria         | Obsada                                                                              |
| Pierwsza             | W Polsce | Tytuł filmu                    | Kraj              | Reżyseria         | Obsada                                                                              |
| -------------------- | -------- | ------------------------------ | ----------------- | ----------------- | ----------------------------------------------------------------------------------- |
| 17 maja 2015         | 4 marca  | Carol                          | /                 | Todd Haynes       | Cate Blanchett, Rooney Mara, Kyle Chandler, Jake Lacy                               |
| 2 marca 2016         | 4 marca  | Londyn w ogniu                 | /                 | Babak Najafi      | Gerard Butler, Aaron Eckhart, Morgan Freeman, Robert Forster, Melissa Leo           |
| 12 lutego 2016       | 4 marca  | Zoolander 2                    | Stany Zjednoczone | Ben Stiller       | Ben Stiller, Owen Wilson, Penélope Cruz, Will Ferrell                               |
| 19 lutego 2016       | 4 marca  | Zmartwychwstały                | Stany Zjednoczone | Kevin Reynolds    | Joseph Fiennes, Tom Felton, Peter Firth, Cliff Curtis                               |
| 20 maja 2015         | 4 marca  | Nawet góry przeminą            | /                 | Jia Zhangke       | Zhao Tao, Zhang Yi, Liang Jingdong, Sylvia Chang                                    |
| 4 lutego 2016        | 4 marca  | Robinson Crusoe                | /                 | Ben Stassen       | Dubbing: Kamil Kula, Marta Żmuda Trzebiatowska, Magdalena Boczarska, Paweł Ciołkosz |
| 18 maja 2015         | 4 marca  | Tysiąc i jedna noc. Opuszczony | /                 | Miguel Gomes      | Cristina Alfaiate, Adriano Luz, Rogério Samora, Maria Rueff                         |
| 9 marca 2016         | 11 marca | Seria Niezgodna: Wierna        | Stany Zjednoczone | Robert Schwentke  | Shailene Woodley, Theo James, Jeff Daniels, Naomi Watts                             |
| 14 stycznia 2015     | 11 marca | Wstrząs                        | /                 | Peter Landesman   | Will Smith, Alec Baldwin, Albert Brooks, Arliss Howard                              |
| 12 grudnia 2015      | 11 marca | Siostry                        | Stany Zjednoczone | Jason Moore       | Amy Poehler, Tina Fey, Maya Rudolph, James Brolin                                   |
| 26 sierpnia 2015     | 11 marca | Bang Gang                      | Francja           | Eva Husson        | Finnegan Oldfield, Marilyn Lima, Daisy Broom, Fred Hotier                           |
| 14 października 2015 | 11 marca | Wszystko zostanie w rodzinie   | Francja           | Nicolas Benamou   | Philippe Lacheau, Alice David, Vincent Desagnat, Christian Clavier                  |
| 13 sierpnia 2015     | 11 marca | El Clan                        | /                 | Pablo Trapero     | Guillermo Francella, Peter Lanzani, Lili Popovich, Giselle Motta                    |
| 28 marca 2014        | 11 marca | Na skrzyżowaniu wichrów        | Estonia           | Martti Helde      | Laura Peterson, Tarmo Song, Mirt Preegel, Ingrid Isotamm                            |
| 20 maja 2015         | 11 marca | Tysiąc i jedna noc. Oczarowany | /                 | Miguel Gomes      | Cristina Alfaiate, Adriano Luz, Rogério Samora, Maria Rueff                         |
| 18 lutego 2016       | 18 marca | Psy mafii                      | Stany Zjednoczone | John Hillcoat     | Casey Affleck, Chiwetel Ejiofor, Woody Harrelson, Kate Winslet                      |
| 21 maja 2015         | 18 marca | Zabójczyni                     | /                 | Hou Hsiao-hsien   | Shu Qi, Chang Chen, Zhou Yun, Ethan Juan                                            |
| 12 września 2015     | 18 marca | Dama w vanie                   | Wielka Brytania   | Nicholas Hytner   | Maggie Smith, Alex Jennings, Frances de la Tour, Roger Allam                        |
| 9 grudnia 2015       | 18 marca | Tata kontra tata               | Stany Zjednoczone | Sean Anders       | Will Ferrell, Mark Wahlberg, Linda Cardellini, Scarlett Estevez                     |
| 4 czerwca 2015       | 18 marca | Powrót                         | Australia         | Simon Stone       | Geoffrey Rush, Ewen Leslie, Miranda Otto, Sam Neill                                 |
| 20 listopada 2014    | 18 marca | Cały ten cukier                | Australia         | Damon Gameau      | Damon Gameau, Isabel Lucas, Stephen Fry, Brenton Thwaites                           |
| 12 grudnia 2014      | 18 marca | Złoty koń                      | /                 | Valentas Aškinis  | Dubbing: Remigius Sabulis, Dainius Gavenonis, Larisa Kalpokaitė, Sigutis Jacenas    |
| 12 kwietnia 2012     | 18 marca | 180 sekund                     | Kolumbia          | Alexander Giraldo | Manuel Sarmiento, Angelica Blandon, Alejandro Aguilar, Luis Fernando Montoya        |
| 30 kwietnia 2015     | 25 marca | Obsesja zemsty                 | Hiszpania         | Andrés Luque      | Juana Acosta, Carmelo Gómez, Adriana Ugarte, Toni Acosta                            |
| 17 marca 2016        | 27 marca | Cuda z nieba                   | Kolumbia          | Patricia Riggen   | Jennifer Garner, Martin Henderson, Kylie Rogers, Queen Latifah                      |

#### Kwiecień[4]
| Premiera            | Premiera    | Tytuł filmu                             | Kraj              | Reżyseria             | Obsada                                                                           |
| Pierwsza            | W Polsce    | Tytuł filmu                             | Kraj              | Reżyseria             | Obsada                                                                           |
| ------------------- | ----------- | --------------------------------------- | ----------------- | --------------------- | -------------------------------------------------------------------------------- |
| 19 marca 2016       | 1 kwietnia  | Batman v Superman: Świt sprawiedliwości | Stany Zjednoczone | Zack Snyder           | Ben Affleck, Henry Cavill, Jesse Eisenberg, Amy Adams                            |
| 28 stycznia 2016    | 1 kwietnia  | Kung Fu Panda 3                         | /                 | Jennifer Yuh          | Dubbing: Jack Black, Bryan Cranston, Dustin Hoffman, Angelina Jolie              |
| 24 stycznia 2015    | 1 kwietnia  | Dope                                    | Stany Zjednoczone | Rick Famuyiwa         | Shameik Moore, Tony Revolori, Kiersey Clemons, Kimberly Elise                    |
| 16 maja 2015        | 1 kwietnia  | Opowieść o miłości i mroku              | Izrael            | Natalie Portman       | Gilad Kahana, Bill Melendez, Amir Tessler, Makram Khoury                         |
| 18 maja 2015        | 1 kwietnia  | Głośniej od bomb                        | /                 | Joachim Trier         | Gabriel Byrne, Isabelle Huppert, Jesse Eisenberg, Amy Ryan                       |
| 23 marca 2016       | 1 kwietnia  | Moje wielkie greckie wesele 2           | Stany Zjednoczone | Kirk Jones            | Nia Vardalos, John Corbett, Michael Constantine, Lainie Kazan                    |
| 4 września 2014     | 1 kwietnia  | Pasolini                                | //                | Abel Ferrara          | Willem Dafoe, Ninetto Davoli, Riccardo Scamarcio, Valerio Mastandrea             |
| 4 września 2015     | 1 kwietnia  | Niesamowita Marguerite                  | /                 | Xavier Giannoli       | Catherine Frot, André Marcon, Michel Fau, Denis Mpunga                           |
| 2 kwietnia 2015     | 1 kwietnia  | Najlepsze przyjaciółki                  | /                 | Olivier Ringer        | Clarisse Djuroski, Léa Warny, Alain Eloy, Jeanne Dandoy                          |
| 4 kwietnia 2016     | 8 kwietnia  | Łowca i Królowa Lodu                    | Stany Zjednoczone | Cedric Nicolas-Troyan | Chris Hemsworth, Charlize Theron, Jessica Chastain, Emily Blunt                  |
| 19 maja 2015        | 8 kwietnia  | Mustang                                 | /                 | Deniz Gamze Ergüven   | Güneş Şensoy, Doğa Zeynep Doğuşlu, Ayberk Pekcan, Nihal G. Koldas                |
| 28 stycznia 2016    | 8 kwietnia  | 50 twarzy Blacka                        | Stany Zjednoczone | Michael Tiddes        | Marlon Wayans, Kali Hawk, Jane Seymour, Mike Epps                                |
| 12 września 2015    | 8 kwietnia  | Hardcore Henry                          | /                 | Ilya Naishuller       | Sharlto Copley, Daniła Kozłowski, Tim Roth, Haley Bennett                        |
| 6 lutego 2015       | 8 kwietnia  | Królowa pustyni                         | /                 | Werner Herzog         | Nicole Kidman, James Franco, Robert Pattinson, Damian Lewis                      |
| maj 2013            | 8 kwietnia  | Major                                   | Rosja             | Jurij Bykow           | Denis Szwedow, Jurij Bykow, Irina Nizina, Boris Niewzorow                        |
| 20 kwietnia 2014    | 8 kwietnia  | Bulwar                                  | Stany Zjednoczone | Dito Montiel          | Robin Williams, Kathy Baker, Roberto Aguire, Giles Matthey                       |
| 1 kwietnia 2016     | 8 kwietnia  | Bóg nie umarł 2                         | Stany Zjednoczone | Harold Cronk          | Melissa Joan Hart, Jesse Metcalfe, Ernie Hudson, Hayley Orrantia                 |
| 16 maja 2015        | 15 kwietnia | Cień                                    | /                 | Alice Winocour        | Matthias Schoenaerts, Diane Kruger, Paul Hamy, Franck Torrecillas                |
| 14 stycznia 2016    | 8 kwietnia  | Piąta fala                              | Stany Zjednoczone | J Blakeson            | Chloë Grace Moretz, Nick Robinson, Ron Livingston, Liev Schreiber                |
| 13 września 2015    | 15 kwietnia | High-Rise                               | Wielka Brytania   | Ben Wheatley          | Tom Hiddleston, Jeremy Irons, Sienna Miller, Elisabeth Moss                      |
| 6 kwietnia 2016     | 15 kwietnia | Księga dżungli                          | Stany Zjednoczone | Jon Favreau           | Dubbing: Idris Elba, Bill Murray, Ben Kingsley, Scarlett Johansson               |
| 24 stycznia 2015    | 15 kwietnia | Wyznania nastolatki                     | Stany Zjednoczone | Marielle Heller       | Bel Powley, Alexander Skarsgård, Christopher Meloni, Madeleine Waters            |
| 24 lutego 2016      | 15 kwietnia | Po tamtej stronie drzwi                 | /                 | Johannes Roberts      | Sarah Wayne Callies, Jeremy Sisto, Sofia Rosinsky, Logan Creran                  |
| 27 stycznia 2015    | 15 kwietnia | Epokowy projekt                         | /                 | Carlos Quintela       | Mario Balmaseda, Mario Guerra, Leonardo Gascón, Jorge Molina                     |
| 8 listopada 2014    | 15 kwietnia | Przybij piątkę                          | /                 | Adrián Biniez         | Esteban Lamothe, Julieta Zylberberg, Néstor Guzzini, Matías Castelli             |
| 9 marca 2016        | 22 kwietnia | Cloverfield Lane 10                     | Stany Zjednoczone | Dan Trachtenberg      | John Goodman, Mary Elizabeth Winstead, John Gallagher Jr., Bradley Cooper (głos) |
| 6 kwietnia 2016     | 22 kwietnia | Szefowa                                 | Stany Zjednoczone | Ben Falcone           | Melissa McCarthy, Kristen Bell, Peter Dinklage, Ella Anderson                    |
| 12 września 2015    | 22 kwietnia | Niewygodna prawda                       | /                 | James Vanderbilt      | Cate Blanchett, Robert Redford, Dennis Quaid, Elisabeth Moss                     |
| 20 kwietnia 2016    | 22 kwietnia | Ratchet i Clank                         | Stany Zjednoczone | Jericca Cleland       | Dubbing: Maciej Musiał, Jerzy Kryszak, Łukasz Nowicki, Waldemar Barwiński        |
| 3 października 2014 | 22 kwietnia | Udar słoneczny                          | Rosja             | Nikita Michałkow      | Kiriłł Bołtajew, Władimir Tierieszczenko, Anastasija Imamowa, Siergiej Sierow    |
| 1 października 2015 | 29 kwietnia | Bone Tomahawk                           | /                 | S. Craig Zahler       | Kurt Russell, Patrick Wilson, Matthew Fox, Richard Jenkins                       |
| 30 stycznia 2015    | 29 kwietnia | Babka                                   | Stany Zjednoczone | Paul Weitz            | Lily Tomlin, Julia Garner, Marcia Gay Harden, Judy Greer                         |
| 22 maja 2015        | 29 kwietnia | Opiekun                                 | Stany Zjednoczone | Michel Franco         | Tim Roth, Sarah Sutherland, Robin Bartlett, Rachel Pickup                        |
| 12 września 2015    | 29 kwietnia | Phantom Boy                             | /                 | Jean-Loup Felicioli   | Dubbing: Audrey Tautou, Jean-Pierre Marielle, Édouard Baer, Jackie Berroyer      |

#### Maj[5]
| Premiera         | Premiera | Tytuł filmu                      | Kraj              | Reżyseria                      | Obsada |
| Pierwsza         | W Polsce | Tytuł filmu                      | Kraj              | Reżyseria                      | Obsada |
| ---------------- | -------- | -------------------------------- | ----------------- | ------------------------------ | --- |
| 12 kwietnia 2016 | 6 maja   | Kapitan Ameryka: Wojna bohaterów | Stany Zjednoczone | Anthony i Joe Russo            | Chris Evans, Robert Downey Jr., Scarlett Johansson, Sebastian Stan, Anthony Mackie, Jeremy Renner, Paul Bettany, Elizabeth Olsen, Don Cheadle, Paul Rudd, Chadwick Boseman, Tom Holland |
| 10 września 2015 | 6 maja   | Z daleka                         | Wenezuela         | Lorenzo Vigas                  | Alfredo Castro, Luis Silva, Catherina Cardozo, Jorge Luis Bosque |
| 10 marca 2016    | 6 maja   | Młody Mesjasz                    | Stany Zjednoczone | Cyrus Nowrasteh                | Adam Greaves-Neal, Sara Lazzaro, Sean Bean, Vincent Walsh |
| 18 maja 2015     | 6 maja   | Pycha                            | /                 | Lionel Baier                   | Patrick Lapp, Carmen Maura, Adrien Barazzone, Nina Théron |
| 4 września 2015  | 6 maja   | Niebo na ziemi                   | Szwecja           | Kay Pollak                     | Frida Hallgren, Niklas Falk, Jakob Oftebro, Thomas Hanzon |
| 20 sierpnia 2015 | 6 maja   | Dzielny kogut Maniek             | Meksyk            | Gabriel Riva Palacio Alatriste | Dubbing: Bruno Bichir, Carlos Espejel, Omar Chaparro, Angélica Vale |
| 1 listopada 1996 | 6 maja   | Romeo I Julia                    | Stany Zjednoczone | Baz Luhrmann                   | Leonardo DiCaprio, Claire Danes, Harold Perrineau, Pete Postlethwaite |
| 27 września 2002 | 6 maja   | Karlsson z dachu                 | /                 | Vibeke Idsøe                   | Dubbing: Börje Ahlstedt, William Svedberg, Pernilla August, Allan Svensson |
| 19 kwietnia 2016 | 13 maja  | Sąsiedzi 2                       | Stany Zjednoczone | Nicholas Stoller               | Seth Rogen, Zac Efron, Chloë Grace Moretz, Lisa Kudrow |
| 12 września 2015 | 13 maja  | Już za Tobą tęsknię              | Wielka Brytania   | Catherine Hardwicke            | Toni Collette, Drew Barrymore, Paddy Considine, Dominic Cooper |
| 28 kwietnia 2016 | 13 maja  | Dzień Matki                      | Stany Zjednoczone | Garry Marshall                 | Jennifer Aniston, Kate Hudson, Julia Roberts, Timothy Olyphant |
| 14 maja 2015     | 13 maja  | Nasza młodsza siostra            | Japonia           | Hirokazu Koreeda               | Haruka Ayase, Masami Nagasawa, Suzu Hirose, Takafumi Ikeda |
| 13 maja 2015     | 13 maja  | Z podniesionym czołem            | Francja           | Emmanuelle Bercot              | Catherine Deneuve, Rod Paradot, Sara Forestier, Diane Rouxel |
| 8 kwietnia 2015  | 13 maja  | Były sobie człowieki             | /                 | Jamel Debbouze                 | Dubbing: Jamel Debbouze, Mélissa Theuriau, Patrice Thibaud, Nathalie Homs |
| 24 grudnia 2015  | 13 maja  | Mój przyjaciel orzeł             | Austria           | Gerardo Olivares               | Jean Reno, Manuel Camacho, Tobias Moretti, Eva Kuen |
| 10 stycznia 2014 | 13 maja  | Mecz życia                       | Norwegia          | Katarina Launing               | Mia Helene Solberg Brekke, Victor Papadopoulos Jacobsen, Sigrid Welde, Elias Skotland Gusevik                                                                                           |
| 18 maja 2016     | 20 maja  | X-Men: Apocalypse                | Stany Zjednoczone | Bryan Singer                   | James McAvoy, Michael Fassbender, Jennifer Lawrence, Oscar Isaac |
| 15 maja 2016     | 20 maja  | Nice Guys. Równi goście          | Wielka Brytania   | Shane Black                    | Russell Crowe, Ryan Gosling, Kim Basinger, Matt Bomer |
| 7 kwietnia 2016  | 20 maja  | Zakładnik z Wall Street          | Stany Zjednoczone | Jodie Foster                   | George Clooney, Julia Roberts, Jack O’Connell, Dominic West |
| 6 września 2015  | 20 maja  | Nienasyceni                      | /                 | Luca Guadagnino                | Ralph Fiennes, Dakota Johnson, Tilda Swinton, Elena Bucci |
| 19 stycznia 2014 | 20 maja  | Ślepowidzenie                    | Norwegia          | Eskil Vogt                     | Ellen Dorrit Petersen, Henrik Rafaelsen, Marius Kolbenstvedt, Jacob Young |
| 4 września 2015  | 20 maja  | Dziewczyna, która została królem | /                 | Mika Kaurismäki                | Malin Buska, Sarah Gadon, Mikael Nyqvist, Lucas Bryant |
| 25 maja 2016     | 26 maja  | Alicja po drugiej stronie lustra | Stany Zjednoczone | James Bobin                    | Johnny Depp, Mia Wasikowska, Anne Hathaway, Helena Bonham Carter |
| 7 kwietnia 2016  | 27 maja  | Zanim się obudzę                 | /                 | Mike Flanagan                  | Kate Bosworth, Thomas Jane, Annabeth Gish, Jay Karnes |
| 5 maja 2016      | 27 maja  | Angry Birds                      | Stany Zjednoczone | Clay Kaytis                    | Dubbing: Jason Sudeikis, Josh Gad, Maya Rudolph, Kate McKinnon |
| 22 stycznia 2015 | 27 maja  | Lato Sangaile                    | /                 | Alanté Kavaïté                 | Julija Steponaitytė, Aistė Diržiūtė, Martynas Budraitis, Laurynas Jurgelis |
| 30 sierpnia 2015 | 27 maja  | Summer Camp                      | /                 | Alberto Marini                 | Diego Boneta, Jocelin Donahue, Maiara Walsh, Andrés Velencoso |
| 13 marca 2015    | 27 maja  | Szermierz                        | /                 | Klaus Härö                     | Märt Avandi, Ursula Ratasepp, Liisa Koppel, Hendrik Toompere |

#### Czerwiec[6]
| Premiera             | Premiera   | Tytuł filmu                               | Kraj              | Reżyseria            | Obsada                                                                              |
| Pierwsza             | W Polsce   | Tytuł filmu                               | Kraj              | Reżyseria            | Obsada                                                                              |
| -------------------- | ---------- | ----------------------------------------- | ----------------- | -------------------- | ----------------------------------------------------------------------------------- |
| 30 maja 2016         | 1 czerwca  | Wojownicze żółwie ninja: Wyjście z cienia | Stany Zjednoczone | Dave Green           | Megan Fox, Will Arnett, Laura Linney, Noel Fisher                                   |
| 19 lutego 2016       | 3 czerwca  | Dzień Bastylii                            | /                 | James Watkins        | Idris Elba, Richard Madden, Charlotte Le Bon, Kelly Reilly                          |
| 21 maja 2015         | 3 czerwca  | Skarb                                     | /                 | Corneliu Porumboiu   | Toma Cuzin, Adrian Purcarescu, Cristina Cuzina Toma, Corneliu Cozmei                |
| 11 września 2015     | 3 czerwca  | Idol z ulicy                              |                   | Hany Abu-Assad       | Kais Attalah, Hiba Attalah, Ahmad Qasem, Dima Awawdeh                               |
| 18 maja 2015         | 3 czerwca  | Szukając Kelly                            | Francja           | Thomas Bidegain      | François Damiens, Finnegan Oldfield, Ellora Torchia, Agathe Dronne                  |
| 13 października 1950 | 3 czerwca  | Wszystko o Ewie                           | Stany Zjednoczone | Joseph L. Mankiewicz | Bette Davis, Anne Baxter, George Sanders, Hugh Marlowe                              |
| 25 maja 2016         | 10 czerwca | Warcraft: Początek                        | Stany Zjednoczone | Duncan Jones         | Travis Fimmel, Paula Patton, Ben Foster, Toby Kebbell                               |
| 2 czerwca 2016       | 10 czerwca | Zanim się pojawiłeś                       | Stany Zjednoczone | Thea Sharrock        | Emilia Clarke, Sam Claflin, Jenna Coleman, Stephen Peacocke                         |
| 5 września 2015      | 10 czerwca | Wojna                                     | Dania             | Tobias Lindholm      | Pilou Asbæk, Tuva Novotny, Charlotte Munck, Dar Salim                               |
| 8 czerwca 2016       | 17 czerwca | Obecność 2                                | Stany Zjednoczone | James Wan            | Patrick Wilson, Vera Farmiga, Madison Wolfe, Benjamin Haigh                         |
| 16 czerwca 2016      | 17 czerwca | Gdzie jest Dory?                          | Stany Zjednoczone | Andrew Stanton       | Dubbing: Ellen DeGeneres, Hayden Rolence, Ed O’Neill, Diane Keaton                  |
| 23 stycznia 2015     | 17 czerwca | Piknik z niedźwiedziami                   | Stany Zjednoczone | Ken Kwapis           | Robert Redford, Nick Nolte, Emma Thompson, Mary Steenburgen                         |
| 4 września 2015      | 17 czerwca | Frankofonia                               | /                 | Aleksandr Sokurow    | Louis-Do de Lencquesaing, Benjamin Utzerath, Vincent Nemeth, Johanna Korthals Altes |
| 19 września 2015     | 17 czerwca | Jak urządzić orgię w małym mieście        | Kanada            | Jeremy Lalonde       | Jewel Staite, Ennis Esmer, Katharine Isabelle, Lauren Lee Smith                     |
| 20 czerwca 2016      | 24 czerwca | Dzień Niepodległości: Odrodzenie          | Stany Zjednoczone | Roland Emmerich      | Liam Hemsworth, Jeff Goldblum, Bill Pullman, Sela Ward                              |
| 23 stycznia 2016     | 24 czerwca | Przyjaźń czy kochanie?                    | /                 | Whit Stillman        | Kate Beckinsale, Chloë Sevigny, Emma Greenwell, Jemma Redgrave                      |
| 26 marca 2015        | 24 czerwca | Wszystkowidząca                           | /                 | Kenneth Kainz        | Rebecca Emilie Sattrup, Peter Plaugborg, Jakob Oftebro, Stina Ekblad                |
| 3 września 2015      | 24 czerwca | Lolo                                      | Francja           | Julie Delpy          | Julie Delpy, Dany Boon, Vincent Lacoste, Antoine Lounguine                          |
| 22 października 2015 | 24 czerwca | Wszyscy albo nikt                         | Francja           | Kheiron              | Kheiron, Leïla Bekhti, Zabou Breitman, Alexandre Astier                             |
| 8 września 2015      | 24 czerwca | Blokada                                   | /                 | Emin Alper           | Mehmet Özgür, Berkay Ateş, Tülin Özen, Müfit Kayacan                                |

#### Lipiec[7]
| Premiera         | Premiera | Tytuł filmu                                       | Kraj              | Reżyseria               | Obsada                                                                                     |
| Pierwsza         | W Polsce | Tytuł filmu                                       | Kraj              | Reżyseria               | Obsada                                                                                     |
| ---------------- | -------- | ------------------------------------------------- | ----------------- | ----------------------- | ------------------------------------------------------------------------------------------ |
| 30 czerwca 2016  | 1 lipca  | Tarzan: Legenda                                   | Stany Zjednoczone | David Yates             | Alexander Skarsgård, Samuel L. Jackson, Margot Robbie, Djimon Hounsou                      |
| 10 czerwca 2016  | 1 lipca  | Agent i pół                                       | Stany Zjednoczone | Rawson Marshall Thurber | Dwayne Johnson, Kevin Hart, Amy Ryan, Ryan Hansen                                          |
| 14 maja 2016     | 1 lipca  | BFG: Bardzo Fajny Gigant                          | /                 | Steven Spielberg        | Mark Rylance, Ruby Barnhill, Jemaine Clement, Jemaine Clement                              |
| 8 sierpnia 2015  | 1 lipca  | Kosmos                                            | /                 | Andrzej Żuławski        | Sabine Azéma, Jean-François Balmer, Andy Gillet, Clémentine Pons                           |
| 5 stycznia 2016  | 1 lipca  | Chocolat                                          | Francja           | Roschdy Zem             | Omar Sy, James Thiérrée, Olivier Gourmet, Clotilde Hesme                                   |
| 4 maja 2016      | 1 lipca  | Tini: Nowe życie Violetty                         | Włochy            | Juan Pablo Buscarini    | Martina Stoessel, Jorge Blanco, Mercedes Lambre, Diego Ramos                               |
| 8 czerwca 2016   | 8 lipca  | Iluzja 2                                          | Stany Zjednoczone | Jon M. Chu              | Jesse Eisenberg, Mark Ruffalo, Woody Harrelson, Daniel Radcliffe                           |
| 29 czerwca 2016  | 8 lipca  | Noc oczyszczenia: Czas wyboru                     | /                 | James DeMonaco          | Frank Grillo, Elizabeth Mitchell, Joseph Julian Soria, Betty Gabriel                       |
| 6 września 2015  | 8 lipca  | Subtelność                                        | Francja           | Christian Vincent       | Fabrice Luchini, Sidse Babett Knudsen, Eva Lallier, Corinne Masiero                        |
| 17 września 2015 | 8 lipca  | Szajbus i pingwiny                                | Australia         | Stuart McDonald         | Shane Jacobson, Sarah Snook, Alan Tudyk, Deborah Mailman                                   |
| 14 sierpnia 2015 | 8 lipca  | 7 krasnoludków i Królewna Śnieżka - Nowe przygody |                   | Ben Zhao                | Dubbing: Maja Konkel, Weronika Łukaszewska, Jarosław Boberek, Waldemar Barwiński           |
| 9 lipca 2016     | 15 lipca | Ghostbusters. Pogromcy duchów                     | Stany Zjednoczone | Paul Feig               | Melissa McCarthy, Kristen Wiig, Kate McKinnon, Leslie Jones                                |
| 4 maja 2016      | 15 lipca | Facet na miarę                                    | Francja           | Laurent Tirard          | Jean Dujardin, Virginie Efira, Cédric Kahn, Stéphanie Papanian                             |
| 20 maja 2016     | 15 lipca | Tajemnice Manhattanu                              | Stany Zjednoczone | Brian DeCubellis        | Adrien Brody, Yvonne Strahovski, Campbell Scott, Jennifer Beals                            |
| 27 marca 2015    | 15 lipca | Dziewczyny inne niż wszystkie                     | Finlandia         | Esa Illi                | Ida Vakkuri, Bahar Tokat, Misa Lommi, Sara Soulié                                          |
| 16 czerwca 2015  | 15 lipca | Daleko na północy                                 | Francja           | Rémi Chayé              | Dubbing: Christa Théret, Féodor Atkine, Thomas Sagols, Rémi Caillebot                      |
| 20 lipca 2016    | 22 lipca | Star Trek: W nieznane                             | Stany Zjednoczone | Justin Lin              | Chris Pine, Zoe Saldaña, Karl Urban, Zachary Quinto                                        |
| 20 maja 2016     | 22 lipca | Neon Demon                                        | /                 | Nicolas Winding Refn    | Elle Fanning, Karl Glusman, Jena Malone, Bella Heathcote                                   |
| 23 czerwca 2016  | 22 lipca | 183 metry strachu                                 | Stany Zjednoczone | Jaume Collet-Serra      | Blake Lively, Óscar Jaenada, Angelo Lozano Corzo, Brett Cullen                             |
| 12 lutego 2016   | 22 lipca | Geniusz                                           | /                 | Michael Grandage        | Jude Law, Colin Firth, Nicole Kidman, Guy Pearce                                           |
| 20 lipca 2016    | 22 lipca | Kiedy gasną światła                               | Stany Zjednoczone | David F. Sandberg       | Teresa Palmer, Gabriel Bateman, Alexander DiPersia, Maria Bello                            |
| 12 sierpnia 2015 | 22 lipca | Chevalier                                         | Grecja            | Athina Rachel Tsangari  | Yiorgos Kendros, Panos Koronis, Vangelis Mourikis, Makis Papadimitriou                     |
| 30 czerwca 2016  | 29 lipca | Epoka lodowcowa 5: Mocne uderzenie                | Stany Zjednoczone | Mike Thurmeier          | Dubbing: Ray Romano, Denis Leary, John Leguizamo, Adam DeVine                              |
| 27 lipca 2016    | 29 lipca | Jason Bourne                                      | Stany Zjednoczone | Paul Greengrass         | Matt Damon, Alicia Vikander, Tommy Lee Jones, Julia Stiles                                 |
| 11 września 2015 | 29 lipca | Wróble                                            | /                 | Rúnar Rúnarsson         | Atli Oskar Fjalarsson, Ingvar Eggert Sigurðsson, Rakel Björk Björnsdóttir, Rade Šerbedžija |
| 12 września 2015 | 29 lipca | Noc w Ville-Marie                                 | Kanada            | Guy Édoin               | Monica Bellucci, Pascale Bussières, Patrick Hivon, Louis Champagne                         |

#### Sierpień[8]
| Premiera            | Premiera    | Tytuł filmu                   | Kraj              | Reżyseria             | Obsada                                                                          |
| Pierwsza            | W Polsce    | Tytuł filmu                   | Kraj              | Reżyseria             | Obsada                                                                          |
| ------------------- | ----------- | ----------------------------- | ----------------- | --------------------- | ------------------------------------------------------------------------------- |
| 5 lipca 2016        | 5 sierpnia  | Legion samobójców             | /                 | David Ayer            | Will Smith, Margot Robbie, Margot Robbie, Joel Kinnaman                         |
| 28 lipca 2016       | 5 sierpnia  | Złe mamuśki                   | Stany Zjednoczone | Jon Lucas             | Mila Kunis, Kathryn Hahn, Kristen Bell, Christina Applegate                     |
| 18 kwietnia 2015    | 5 sierpnia  | Nie ma mowy!                  | /                 | Sean Mewshaw          | Rebecca Hall, Jason Sudeikis, Dianna Agron, Blythe Danner                       |
| 15 maja 2015        | 5 sierpnia  | Kwiat wiśni i czerwona fasola | /                 | Naomi Kawase          | Kirin Kiki, Masatoshi Nagase, Kyara Uchida, Miki Mizuno                         |
| 14 marca 2016       | 12 sierpnia | Sausage Party                 | Stany Zjednoczone | Conrad Vernon         | Dubbing: Seth Rogen, Kristen Wiig, Jonah Hill, James Franco                     |
| 11 maja 2016        | 12 sierpnia | Śmietanka towarzyska          | Stany Zjednoczone | Woody Allen           | Steve Carell, Jesse Eisenberg, Kristen Stewart, Blake Lively                    |
| 7 lipca 2016        | 12 sierpnia | Randka na weselu              | Stany Zjednoczone | Jake Szymanski        | Zac Efron, Adam DeVine, Anna Kendrick, Stephanie Faracy                         |
| 10 sierpnia 2016    | 12 sierpnia | Mój przyjaciel smok           | Stany Zjednoczone | David Lowery          | Bryce Dallas Howard, Robert Redford, Karl Urban, Marcus Henderson               |
| 7 sierpnia 2015     | 12 sierpnia | Zatrzymać                     | /                 | Guillaume Senez       | Kacey Mottet Klein, Galatéa Bellugi, Laetitia Dosch, Catherine Salée            |
| 18 sierpnia 2016    | 19 sierpnia | Rekiny wojny                  | Stany Zjednoczone | Todd Phillips         | Jonah Hill, Miles Teller, Bradley Cooper, Kevin Pollak                          |
| 23 kwietnia 2016    | 19 sierpnia | Boska Florence                | /                 | Stephen Frears        | Meryl Streep, Hugh Grant, Simon Helberg, Rebecca Ferguson                       |
| 3 sierpnia 2016     | 19 sierpnia | Jak zostać kotem              | /                 | Barry Sonnenfeld      | Kevin Spacey, Jennifer Garner, Christopher Walken, Malina Weissman              |
| 10 sierpnia 2016    | 19 sierpnia | Ben-Hur                       | Stany Zjednoczone | Timur Biekmambietow   | Jack Huston, Toby Kebbell, Nazanin Boniadi, Rodrigo Santoro                     |
| 21 lipca 2016       | 19 sierpnia | Batman: Zabójczy żart         | Stany Zjednoczone | Sam Liu               | Dubbing: Kevin Conroy, Mark Hamill, Tara Strong, Ray Wise                       |
| 14 stycznia 2016    | 19 sierpnia | Komuna                        | /                 | Thomas Vinterberg     | Trine Dyrholm, Ulrich Thomsen, Lars Ranthe, Magnus Millang                      |
| 13 lutego 2016      | 19 sierpnia | Co przynosi przyszłość        | /                 | Mia Hansen-Løve       | Isabelle Huppert, André Marcon, Roman Kolinka, Sarah Le Picard                  |
| 24 sierpnia 2016    | 26 sierpnia | Mechanik:Konfrontacja         | /                 | Dennis Gansel         | Jason Statham, Jessica Alba, Tommy Lee Jones, Michelle Yeoh                     |
| 9 października 2015 | 26 sierpnia | Pożegnanie                    | /                 | Jaume Collet-Serra    | Juliet Stevenson, Alex Lawther, Phénix Brossard, Finbar Lynch                   |
| 4 września 2015     | 26 sierpnia | Neonowy byk                   | /                 | Gabriel Mascaro       | Juliano Cazarré, Aline Santana, Carlos Pessoa, Vinícius de Oliveira             |
| 9 kwietnia 2015     | 26 sierpnia | Jak Bóg da                    | Włochy            | Edoardo Maria Falcone | Marco Giallini, Alessandro Gassman, Laura Morante, Ilaria Spada, Enrico Oetiker |
| 29 sierpnia 2015    | 26 sierpnia | Nowe przygody Aladyna         | /                 | Arthur Benzaquen      | Kev Adams, Jean-Paul Rouve, Vanessa Guide, Arthur Benzaquen                     |

#### Wrzesień[9]
| Premiera             | Premiera    | Tytuł filmu                           | Kraj              | Reżyseria                 | Obsada                                                                 |
| Pierwsza             | W Polsce    | Tytuł filmu                           | Kraj              | Reżyseria                 | Obsada                                                                 |
| -------------------- | ----------- | ------------------------------------- | ----------------- | ------------------------- | ---------------------------------------------------------------------- |
| 12 lipca 2016        | 2 września  | Nerve                                 | Stany Zjednoczone | Henry Joost               | Emma Roberts, Dave Franco, Juliette Lewis, Emily Meade                 |
| 10 września 2015     | 2 września  | Destrukcja                            | Stany Zjednoczone | Jean-Marc Vallée          | Jake Gyllenhaal, Naomi Watts, Chris Cooper, Judah Lewis                |
| 8 kwietnia 2016      | 2 września  | Julieta                               | Hiszpania         | Pedro Almodóvar           | Emma Suárez, Adriana Ugarte, Daniel Grao, Michelle Jenner              |
| 19 września 2015     | 2 września  | Pan Idealny                           | Stany Zjednoczone | Paco Cabezas              | Sam Rockwell, Anna Kendrick, Tim Roth, James Ransone                   |
| 16 maja 2016         | 2 września  | Aż do piekła                          | Stany Zjednoczone | David Mackenzie           | Jeff Bridges, Chris Pine, Ben Foster, Gil Birmingham                   |
| 10 października 2015 | 2 września  | Miles Davis i ja                      | Stany Zjednoczone | Don Cheadle               | Don Cheadle, Ewan McGregor, Keith Stanfield, Emayatzy Corinealdi       |
| 6 lutego 2014        | 2 września  | Kosmiczna jazda. Hau hau mamy problem | /                 | Inna Evlannikova          | Dubbing: Alicia Silverstone, Ashlee Simpson, Sam Witwer, Kira Buckland |
| 1 września 2016      | 9 września  | Morgan                                | Stany Zjednoczone | Luke Scott                | Kate Mara, Anya Taylor-Joy, Rose Leslie, Chris Sullivan                |
| 16 maja 2016         | 9 września  | Kamienne pięści                       | /                 | Jonathan Jakubowicz       | Édgar Ramírez, Robert De Niro, Usher Raymond, Rubén Blades             |
| 12 września 2015     | 9 września  | Nastolatki                            | /                 | Alexandra-Therese Keining | Tuva Jagell, Emrik Öhlander, Louise Nyvall, Alexander Gustavsson       |
| 16 września 2016     | 16 września | Bridget Jones 3                       | /                 | Sharon Maguire            | Renée Zellweger, Colin Firth, Emma Thompson, Patrick Dempsey           |
| 11 września 2016     | 16 września | Blair Witch                           | Stany Zjednoczone | Adam Wingard              | James Allen McCune, Callie Hernandez, Corbin Reid, Brandon Scott       |
| 23 października 2015 | 16 września | Królestwo                             | /                 | Jacques Perrin            | Narrator: Krystyna Czubówna                                            |
| 14 lutego 2016       | 16 września | Mając 17 lat                          | Francja           | André Téchiné             | Sandrine Kiberlain, Kacey Mottet Klein, Corentin Fila, Alexis Loret    |
| 18 czerwca 2016      | 23 września | Sekretne życie zwierzaków domowych    | /                 | Chris Renaud              | Dubbing: Louis C.K., Eric Stonestreet, Kevin Hart, Jenny Slate         |
| 8 września 2016      | 23 września | Siedmiu wspaniałych                   | Stany Zjednoczone | Antoine Fuqua             | Denzel Washington, Chris Pratt, Ethan Hawke, Vincent D’Onofrio         |
| 12 września 2015     | 23 września | Plan Maggie                           | Stany Zjednoczone | Rebecca Miller            | Greta Gerwig, Ethan Hawke, Julianne Moore, Bill Hader                  |
| 9 września 2016      | 23 września | Kontrola absolutna                    | /                 | John Moore                | Pierce Brosnan, James Frecheville, Anna Friel, Stefanie Scott          |
| 12 lutego 2016       | 23 września | Hedi                                  | Tunezja           | Mohamed Ben Attia         | Majd Mastoura, Rym Ben Messaoud, Sabah Bouzouita, Omnia Ben Ghali      |
| 3 stycznia 2016      | 23 września | O matko! Umrę…                        | /                 | Xavier Seron              | Jean-Jacques Rausin, Myriam Boyer, Serge Riaboukine, Fanny Touron      |
| 12 marca 2016        | 30 września | Nie oddychaj                          | Stany Zjednoczone | Fede Alvarez              | Stephen Lang, Jane Levy, Dylan Minnette, Daniel Zovatto                |
| 13 września 2016     | 30 września | Żywioł: Deepwater Horizon             | Stany Zjednoczone | Peter Berg                | Mark Wahlberg, Kurt Russell, John Malkovich, Gina Rodriguez            |
| 4 września 2015      | 30 września | Viva                                  | /                 | Paddy Breathnach          | Héctor Medina, Jorge Perugorría, Luis Manuel Alvarez, Laura Alemán     |

#### Październik[10]
| Premiera             | Premiera        | Tytuł filmu                          | Kraj              | Reżyseria            | Obsada                                                                 |
| Pierwsza             | W Polsce        | Tytuł filmu                          | Kraj              | Reżyseria            | Obsada                                                                 |
| -------------------- | --------------- | ------------------------------------ | ----------------- | -------------------- | ---------------------------------------------------------------------- |
| 5 października 2016  | 7 października  | Dziewczyna z pociągu                 | Stany Zjednoczone | Tate Taylor          | Emily Blunt, Haley Bennett, Rebecca Ferguson, Justin Theroux           |
| 29 sierpnia 2016     | 7 października  | Osobliwy dom pani Peregrine          | /                 | Tim Burton           | Asa Butterfield, Eva Green, Samuel L. Jackson, Judi Dench              |
| 21 stycznia 2016     | 7 października  | Belgica                              | Belgia            | Felix Van Groeningen | Stef Aerts, Tom Vermeir, Ben Benaouisse, Dominique Van Malder          |
| 12 października 2016 | 14 października | Inferno                              | /                 | Ron Howard           | Tom Hanks, Felicity Jones, Omar Sy, Ben Foster                         |
| 22 września 2016     | 14 października | Bociany                              | Stany Zjednoczone | Nicholas Stoller     | Dubbing: Andy Samberg, Katie Crown, Kelsey Grammer, Jennifer Aniston   |
| 8 października 2015  | 14 października | Zagubieni                            | Czechy            | Petr Zelenka         | Martin Myšička, Tomáš Bambušek, Marcial Di Fonzo Bo, Stanislas Pierret |
| 1 lipca 2016         | 14 października | Absolutnie fantastyczne: Film        | Wielka Brytania   | Mandie Fletcher      | Jennifer Saunders, Joanna Lumley, Julia Sawalha, Christopher Ryan      |
| 31 lipca 2015        | 14 października | Dzielna syrenka i Piraci z Kraboidów |                   | Qiu Haoqiang         | Dubbing: Gabriela Całun, Malwina Jachowicz, Mariusz Czajka, Jacek Król |
| 29 września 2016     | 21 października | Asy bez kasy                         | Stany Zjednoczone | Jared Hess           | Zach Galifianakis, Owen Wilson, Devin Ratray, Mary Elizabeth Ellis     |
| 19 października 2016 | 21 października | Jack Reacher: Nigdy nie wracaj       | Stany Zjednoczone | Edward Zwick         | Tom Cruise, Cobie Smulders, Aldis Hodge, Danika Yarosh                 |
| 13 maja 2016         | 21 października | Ja, Daniel Blake                     | /                 | Ken Loach            | Dave Johns, Hayley Squires, Sharon Percy, Briana Shann                 |
| 10 sierpnia 2014     | 21 października | Historia Marii                       | Francja           | Jean-Pierre Améris   | Isabelle Carré, Ariana Rivoire, Brigitte Catillon, Gilles Treton       |
| 15 lutego 2016       | 21 października | Śmierć w Sarajewie                   | /                 | Danis Tanović        | Snezana Markovic, Izudin Bajrović, Vedrana Seksan, Faketa Salihbegovic |
| 15 października 2015 | 21 października | Burn Burn Burn                       | Wielka Brytania   | Chanya Button        | Laura Carmichael, Chloe Pirrie, Joe Dempsie, Jack Farthing             |
| 15 lutego 2016       | 21 października | Paryż 05:59                          | Francja           | Olivier Ducastel     | Geoffrey Couët, François Nambot, Bastien Gabriel, Miguel Ferreira      |
| 20 października 2016 | 26 października | Doktor Strange                       | Stany Zjednoczone | Scott Derrickson     | Benedict Cumberbatch, Chiwetel Ejiofor, Rachel McAdams, Tilda Swinton  |
| 6 października 2016  | 28 października | Księgowy                             | Stany Zjednoczone | Gavin O’Connor       | Ben Affleck, Anna Kendrick, J.K. Simmons, Jon Bernthal                 |
| 20 października 2016 | 28 października | Ouija: Narodziny zła                 | Stany Zjednoczone | Mike Flanagan        | Annalise Basso, Elizabeth Reaser, Lulu Wilson, Henry Thomas            |
| 6 marca 2014         | 28 października | Fair Play                            | /                 | Andrea Sedláčková    | Anna Geislerová, Judit Bárdos, Eva Josefíková, Roman Zach              |
| 29 stycznia 2015     | 28 października | Łapa                                 | Węgry             | Robert-Adrian Pejo   | Zsolt Trill, Tamás Keresztes, Orsolya Holecsko, Oszkár Nyári           |

#### Listopad[11]
| Premiera             | Premiera     | Tytuł filmu                                         | Kraj              | Reżyseria         | Obsada                                                                         |
| Pierwsza             | W Polsce     | Tytuł filmu                                         | Kraj              | Reżyseria         | Obsada                                                                         |
| -------------------- | ------------ | --------------------------------------------------- | ----------------- | ----------------- | ------------------------------------------------------------------------------ |
| 4 września 2016      | 4 listopada  | Przełęcz ocalonych                                  | Stany Zjednoczone | Mel Gibson        | Andrew Garfield, Sam Worthington, Luke Bracey, Teresa Palmer, Hugo Weaving     |
| 14 maja 2016         | 4 listopada  | Służąca                                             | Korea Południowa  | Park Chan-wook    | Kim Min-hee, Tae-ri Kim, Jung-woo Ha, Jin-woong Jo                             |
| 13 października 2016 | 4 listopada  | Trolle                                              | Stany Zjednoczone | Mike Mitchell     | Dubbing: Anna Kendrick, Justin Timberlake, Gwen Stefani, John Cleese           |
| 14 lutego 2016       | 4 listopada  | Marzenia                                            | Łotwa             | Renārs Vimba      | Elina Vaska, Andzejs Lilientals, Edgars Samitis, Rezija Kalnina                |
| 1 września 2016      | 11 listopada | Nowy początek                                       | Stany Zjednoczone | Denis Villeneuve  | Amy Adams, Jeremy Renner, Forest Whitaker, Michael Stuhlbarg                   |
| 5 września 2015      | 11 listopada | Dzieciństwo wodza                                   | /                 | Brady Corbet      | Tom Sweet, Robert Pattinson, Liam Cunningham, Stacy Martin                     |
| 25 stycznia 2016     | 11 listopada | Dobra żona                                          | /                 | Mirjana Karanović | Mirjana Karanović, Boris Isaković, Jasna Đuričić, Bojan Navojec                |
| 18 lutego 2016       | 11 listopada | Zakwakani                                           | /                 | Viktor Lakisov    | Dubbing: Robbie Daymond, Michael Gross, Enn Reitel, Bruce Nozick               |
| 16 października 2015 | 11 listopada | Biuro detektywistyczne Lassego i Mai. Stella Nostra | Szwecja           | Pontus Klänge     | Amanda Pajus, Lukas Holgersson, Tomas Norström, Sara Sommerfeld                |
| 16 listopada 2016    | 18 listopada | Fantastyczne zwierzęta i jak je znaleźć             | /                 | David Yates       | Eddie Redmayne, Katherine Waterston, Dan Fogler, Alison Sudol                  |
| 2 września 2016      | 18 listopada | Zwierzęta nocy                                      | Stany Zjednoczone | Tom Ford          | Amy Adams, Jake Gyllenhaal, Michael Shannon, Armie Hammer                      |
| 9 września 2016      | 18 listopada | Snowden                                             | /                 | Oliver Stone      | Joseph Gordon-Levitt, Shailene Woodley, Zachary Quinto, Tom Wilkinson          |
| 1 września 2016      | 18 listopada | Światło między oceanami                             | /                 | Derek Cianfrance  | Michael Fassbender, Alicia Vikander, Rachel Weisz, Jack Thompson               |
| 1 września 2016      | 18 listopada | 9. życie Louisa Draxa                               | /                 | Alexandre Aja     | Jamie Dornan, Sarah Gadon, Barbara Hershey, Oliver Platt                       |
| 13 lutego 2016       | 18 listopada | Alojzy                                              | /                 | Tobias Nölle      | Georg Friedrich, Tilde von Overbeck, Yufei Li, Karl Friedrich                  |
| 22 kwietnia 2016     | 18 listopada | Wilk w owczej skórze                                | Rosja             | Andrey Galat      | Dubbing: Otar Saralidze, Jarosław Boberek, Jakub Wieczorek, Klaudiusz Kaufmann |
| 5 lipca 2015         | 18 listopada | Opieka domowa                                       | /                 | Slávek Horák      | Alena Mihulová, Bolek Polívka, Tatiana Vilhelmová, Zuzana Kronerová            |
| 20 października 2016 | 23 listopada | Zły Mikołaj 2                                       | Stany Zjednoczone | Mark Waters       | Billy Bob Thornton, Kathy Bates, Tony Cox, Christina Hendricks                 |
| 23 listopada 2016    | 25 listopada | Sprzymierzeni                                       | Stany Zjednoczone | Robert Zemeckis   | Brad Pitt, Marion Cotillard, Jared Harris, Lizzy Caplan                        |
| 23 listopada 2016    | 25 listopada | Vaiana: Skarb oceanu                                | Stany Zjednoczone | Ron Clements      | Dubbing: Dwayne Johnson, Rachel House, Alan Tudyk, Jemaine Clement             |
| 19 lutego 2016       | 25 listopada | Osaczona                                            | /                 | Farren Blackburn  | Naomi Watts, Oliver Platt, Charlie Heaton, David Cubitt                        |
| 19 maja 2016         | 25 listopada | Egzamin                                             | Rumunia           | Cristian Mungiu   | Adrian Titieni, Maria-Victoria Dragus, Rares Andrici, Ioachim Ciobanu          |
| 13 listopada 2015    | 25 listopada | Magiczne Święta                                     | Norwegia          | Thale Persen      | Bjarte Tjøstheim, Stella Stenman, Tone Beate Mostraum, Vetle Qvenild Werring   |

#### Grudzień[12]
| Premiera             | Premiera   | Tytuł filmu                        | Kraj              | Reżyseria                  | Obsada                                                                       |
| Pierwsza             | W Polsce   | Tytuł filmu                        | Kraj              | Reżyseria                  | Obsada                                                                       |
| -------------------- | ---------- | ---------------------------------- | ----------------- | -------------------------- | ---------------------------------------------------------------------------- |
| 8 września 2016      | 2 grudnia  | Sully                              | Stany Zjednoczone | Clint Eastwood             | Tom Hanks, Aaron Eckhart, Laura Linney, Mike O’Malley, Ann Cusack            |
| 24 listopada 2016    | 2 grudnia  | Underworld: Wojny krwi             | Stany Zjednoczone | Anna Foerster              | Kate Beckinsale, Theo James, Tobias Menzies, Lara Pulver                     |
| 13 sierpnia 2016     | 2 grudnia  | Kubo i dwie struny                 | Stany Zjednoczone | Travis Knight              | Dubbing: Art Parkinson, Charlize Theron, Ralph Fiennes, George Takei         |
| 10 września 2016     | 2 grudnia  | Lion. Droga do domu                | /                 | Garth Davis                | Dev Patel, Rooney Mara, Nicole Kidman, David Wenham                          |
| 14 marca 2014        | 2 grudnia  | Hiszpański temperament             | Hiszpania         | Emilio Martínez-Lázaro     | Clara Lago, Dani Rovira, Carmen Machi, Karra Elejalde                        |
| 14 marca 2015        | 2 grudnia  | Creative Control                   | Stany Zjednoczone | Benjamin Dickinson         | Benjamin Dickinson, Nora Zehetner, Alexia Rasmussen, Gavin McInnes           |
| 12 maja 2016         | 2 grudnia  | Lament                             | Korea Południowa  | Na Hong-jin                | Kwak Do-won, Hwang Jeong-min, Jun Kunimura, Cheon Woo-hee                    |
| 18 kwietnia 2016     | 2 grudnia  | Diabelski młyn                     | Holandia          | Nick Jongerius             | Noah Taylor, Charlotte Beaumont, Fiona Hampton, Tanroh Ishida                |
| 14 sierpnia 2014     | 2 grudnia  | Paulo Coelho. Niesamowita historia | /                 | Daniel Augusto             | Júlio Andrade, Ravel Andrade, Nancho Novo, Paz Vega                          |
| 7 grudnia 2016       | 9 grudnia  | Firmowa Gwiazdka                   | Stany Zjednoczone | Josh Gordon                | Jason Bateman, Olivia Munn, Jennifer Aniston, Kate McKinnon                  |
| 16 października 2016 | 9 grudnia  | The Possession Experiment          | Stany Zjednoczone | Scott B. Hansen            | Chris Minor, Jake Brinn, Nicky Jasper, Bill Moseley                          |
| 18 maja 2016         | 9 grudnia  | Nieznajoma dziewczyna              | /                 | Jean-Pierre i Luc Dardenne | Adèle Haenel, Olivier Bonnaud, Christelle Cornil, Olivier Gourmet            |
| 15 maja 2016         | 9 grudnia  | Z innego świata                    | Francja           | Nicole Garcia              | Marion Cotillard, Louis Garrel, Brigitte Roüan, Victoire Du Bois             |
| 11 grudnia 2013      | 9 grudnia  | Przygody Finna                     | Holandia          | Frans Weisz                | Mels van der Hoeven, Daan Schuurmans, Jenny Arean, Hanna Verboom             |
| 10 grudnia 2016      | 15 grudnia | Łotr 1. Gwiezdne wojny – historie  | Stany Zjednoczone | Gareth Edwards             | Felicity Jones, Diego Luna, Donnie Yen, Forest Whitaker                      |
| 13 maja 2016         | 23 grudnia | Tancerka                           | Francja           | Stéphanie Di Giusto        | Soko, Gaspard Ulliel, Mélanie Thierry, Amanda Plummer                        |
| 5 lutego 2016        | 23 grudnia | Witajcie w Norwegii!               | Norwegia          | Rune Denstad Langlo        | Anders Baasmo Christiansen, Slimane Dazi, Slimane Dazi, Henriette Steenstrup |
| 15 lutego 2016       | 23 grudnia | Szczęście sprzyja odważnym         | Niemcy            | Norbert Lechner            | Lynn Dortschack, Lisa Wihstutz, Andreas Schmidt, Lena Stolze                 |
| 21 grudnia 2016      | 25 grudnia | Pasażerowie                        | Stany Zjednoczone | Morten Tyldum              | Jennifer Lawrence, Chris Pratt, Michael Sheen, Laurence Fishburne            |
| 14 grudnia 2016      | 25 grudnia | Ukryte piękno                      | Stany Zjednoczone | David Frankel              | Will Smith, Edward Norton, Helen Mirren, Keira Knightley                     |
| 9 września 2016      | 25 grudnia | Siedem minut po północy            | /                 | Juan Antonio Bayona        | Lewis MacDougall, Sigourney Weaver, Felicity Jones, Liam Neeson              |
| 2 września 2016      | 25 grudnia | Dusigrosz                          | Francja           | Fred Cavayé                | Dany Boon, Laurence Arné, Noémie Schmidt, Patrick Ridremont                  |
| 16 maja 2016         | 30 grudnia | Paterson                           | /                 | Jim Jarmusch               | Adam Driver, Golshifteh Farahani, Chasten Harmon, Kara Hayward               |
| 12 września 2015     | 30 grudnia | Głusza                             | Kanada            | Patricia Rozema            | Ellen Page, Evan Rachel Wood, Max Minghella, Callum Keith Rennie             |
| 22 października 2016 | 30 grudnia | Aplik@cja                          | Stany Zjednoczone | Abel Vang/Burlee Vang      | Saxon Sharbino, Mitchell Edwards, Carson Boatman, Bonnie Morgan              |
| 19 lutego 2016       | 30 grudnia | Wejście smoka!                     |                   | Mani Haghighi              | Amir Jadidi, Homayoun Ghanizadeh, Ehsan Goodarzi, Kiana Tajammol             |

## Zmarli

### Styczeń/Luty
| - styczeń - 1 stycznia – Vilmos Zsigmond, operator - 2 stycznia – George Alexandru, aktor - 2 stycznia – Maria Garbowska-Kierczyńska, aktorka - 2 stycznia – Leonard White, aktor/producent - 3 stycznia – Curro Martín Summers, aktor/scenarzysta - 4 stycznia – Michel Galabru, aktor - 6 stycznia – Pat Harrington, aktor - 6 stycznia – Silvana Pampanini, aktorka - 6 stycznia – Yves Vincent, aktor - 7 stycznia – Richard Libertini, aktor - 9 stycznia – Myra Carter, aktorka - 9 stycznia – Angus Scrimm, aktor - 10 stycznia – David Bowie, aktor - 11 stycznia – David Margulies, aktor - 12 stycznia – Ruth Leuwerik, aktorka - 13 stycznia – Brian Bedford, aktor - 13 stycznia – Gustaw Kron, aktor - 13 stycznia – Conrad Phillips, aktor - 13 stycznia – Tera Wray, aktorka - 14 stycznia – Franco Citti, aktor/reżyser/scenarzysta - 14 stycznia – Alan Rickman, aktor/reżyser/scenarzysta - 15 stycznia – Noreen Corcoran, aktorka - 15 stycznia – Dan Haggerty, aktor/producent - 15 stycznia – Andrzej Kotkowski, reżyser/scenarzysta/aktor - 19 stycznia – Ettore Scola, reżyser/scenarzysta - 19 stycznia – Sheila Sim, aktorka - 22 stycznia – Andrzej Grąziewicz, aktor - 26 stycznia – Tommy Kelly, aktor - 26 stycznia – Abe Vigoda, aktor - 29 stycznia – Jacques Rivette, reżyser/scenarzysta - 30 stycznia – Frank Finlay, aktor | - luty - 1 lutego – Kunigal Ramnath, aktor - 2 lutego – Edna Ryan, aktorka - 2 lutego – Juan Carlos Serrán, aktor - 3 lutego – Joe Alaskey, aktor - 3 lutego – Bohdan Głuszczak, reżyser/aktor - 4 lutego – Jerzy Próchnicki, aktor - 5 lutego – Raphael Schumacher, aktor - 6 lutego – Daniel Gerson, scenarzysta - 8 lutego – Amelia Bence, aktorka - 8 lutego – Johnny Duncan, aktor - 10 lutego – Jurij Dumczew, aktor - 10 lutego – Jacek Głuski, reżyser - 11 lutego – Grażyna Kociniak, montażystka - 14 lutego – Jerzy Porębski, reżyser/scenarzysta - 15 lutego – George Gaynes, aktor - 15 lutego – Jerzy Grałek, aktor - 15 lutego – Jean Rabier, operator - 15 lutego – Vanity, aktorka - 17 lutego – Virginia Campbell, aktorka - 17 lutego – Andrzej Żuławski, reżyser/scenarzysta/aktor - 19 lutego – Ilija Dobrew, aktor - 19 lutego – Krzysztof Rościszewski, reżyser - 22 lutego – Douglas Slocombe, operator - 24 lutego – Nabil Maleh, reżyser/scenarzysta/producent - 25 lutego – Tony Burton, aktor - 25 lutego – Irén Psota, aktorka - 25 lutego – Zdeněk Smetana, reżyser/scenarzysta/producent - 27 lutego – Maria Przybylska-Więckowska, aktorka - 28 lutego – Frank Kelly, aktor - 28 lutego – George Kennedy, aktor - 29 lutego – Alice Arlen, scenarzystka - 29 lutego – Gil Hill, aktor |

### Marzec/kwiecień
| - marzec - 1 marca – Jim Clark, montażysta/reżyser - 1 marca – Louise Plowright, aktorka - 3 marca – Natalia Kraczkowska, aktorka - 7 marca – Michał Anioł Bogusławski, reżyser/scenarzysta - 7 marca – Alina Horanin, aktorka - 9 marca – Jon English, aktor - 9 marca – Ryszard Krzyszycha, reżyser - 11 marca – Ruth Terry, aktorka - 13 marca – Adrienne Corri, aktorka - 13 marca – Zygmunt Duś, montażysta/reżyser - 16 marca – Mieczysław Sroka, reżyser - 17 marca – Larry Drake, aktor - 17 marca – Zbigniew Kiersztejn, reżyser/scenarzysta - 17 marca – Marian Kociniak, aktor - 18 marca – Teresa Kałuda, aktorka - 18 marca – Jan Němec, reżyser/scenarzysta/producent - 18 marca – Joe Santos, aktor - 21 marca – Peter Brown, aktor - 22 marca – Rita Gam, aktorka - 22 marca – Andrzej Makowiecki, aktor/reżyser - 22 marca – David Smyrl, aktor - 23 marca – Marek Bargiełowski, aktor/reżyser - 23 marca – Ken Howard, aktor - 23 marca – Izabella Hrebnicka, aktorka - 24 marca – Garry Shandling, aktor/scenarzysta/producent - 25 marca – Shannon Bolin, aktorka - 25 marca – Mirosław Bednarek, aktor - 25 marca – Stefan Iżyłowski, aktor - 28 marca – James Noble, aktor - 29 marca – Patty Duke, aktorka - 30 marca – Frankie Michaels, aktor - 31 marca – Ronnie Corbett, aktor - 31 marca – Douglas Wilmer, aktor | - kwiecień |